# Ксеромфалина
Ксеромфа́лина (лат. Xeromphalina) — род грибов, входящий в семейство Миценовые (Mycenaceae).

## Описание
Плодовые тела с выраженными шляпкой и ножкой, обычно мелкие. Шляпка не чешуйчатая, буроватая или рыжеватая, с разлинованным краем, тонкомясистая. Ножка тонкая, жёсткая, тёмно-бурая, в верхней части более светлая, чем в нижней, в основании иногда с буроватым или оранжеватым налётом. Гименофор пластинчатый, пластинки нисходящие, иногда довольно сильно, на ножку. Мякоть мясистая, однородная.
Споровый порошок белого цвета. Трама пластинок правильная. Споры неокрашенные, амилоидные, эллиптической формы, с гладкой поверхностью.
Представители рода — сапротрофы, произрастающие на гниющей древесине или лесной подстилке.

## Таксономия

### Синонимы
- Heimiomyces Singer, 1942
- Omphalia subsect. Campanellae Sacc., 1887
- Omphalopsis Earle, 1909, nom. illeg.
- Phlebomarasmius R. Heim, 1967
- Valetinia Velen., 1939

### Виды
- Xeromphalina amara E. Horak & J. Peter, 1964
- Xeromphalina aspera Maas Geest., 1992
- Xeromphalina austroandina Singer, 1965
- Xeromphalina brunneola O.K. Mill., 1968
- Xeromphalina campanella (Batsch) Kühner & Maire, 1934 — Ксеромфалина колокольчатая
- Xeromphalina campanelloides Redhead, 1988
- Xeromphalina cauticinalis (With. ex Fr.) Kühner & Maire, 1934 — Ксеромфалина жёлтая, или стеблевидная
- Xeromphalina cirris Redhead, 1988
- Xeromphalina cornui (Quél.) J. Favre, 1936 — Ксеромфалина рожковая, или зернистая
- Xeromphalina curtipes Hongo, 1962
- Xeromphalina disseminata E.Horak, 1980
- Xeromphalina fellea Maire & Malençon, 1945 — Ксеромфалина горькая
- Xeromphalina fraxinophila A.H. Sm., 1953
- Xeromphalina fulvipes (Murrill) A.H. Sm., 1953
- Xeromphalina helbergeri Singer, 1952
- Xeromphalina javanica E.Horak, 1980
- Xeromphalina junipericola G.Moreno & Heykoop, 1996
- Xeromphalina kauffmanii A.H.Sm., 1953
- Xeromphalina leonina (Massee) E. Horak, 1980
- Xeromphalina melizea E. Horak, 1980
- Xeromphalina mesopora Singer, 1938
- Xeromphalina nubium Redhead & Halling, 1987
- Xeromphalina nudicaulis Maas Geest. & E.Horak, 1995
- Xeromphalina orickiana (A.H. Sm.) Singer, 1951
- Xeromphalina parvibulbosa (Kauffman & A.H. Sm.) Redhead, 1988
- Xeromphalina picta (Fr.) A.H. Sm., 1953
- Xeromphalina podocarpi E. Horak, 1980
- Xeromphalina pruinatipes (Singer) Raithelh., 1991
- Xeromphalina pumanquensis M.M.Moser, 1972
- Xeromphalina racemosa G. Stev. & G.M. Taylor, 1964
- Xeromphalina setulipes Esteve-Rav. & G. Moreno, 2010
- Xeromphalina tenuipes (Schwein.) A.H. Sm., 1953
- Xeromphalina testacea E.Horak, 1980
- Xeromphalina tropicalis Singer, 1989
- Xeromphalina yungensis Singer, 1989